# 加治川
加治川（かじかわ、かじがわ）は、新潟県新発田市および北蒲原郡聖籠町を流れる河川。二級水系の本流。源流域では飯豊川と呼ばれる。

## 概要
飯豊山地の御西岳に源を発し新発田市郊外を流れ、北蒲原郡聖籠町次第浜で日本海に注ぐ。古くから「暴れ川」として水害に悩まされてきた歴史を持つ。
かつては全国的に知られた桜の名勝地であったが、昭和41年、昭和42年の大水害による河川改修のため桜は全て伐採された。現在は桜並木の復元が進められている。

## 歴史

### 江戸時代
江戸時代以前から、加治川は海岸線に沿って発達した新潟砂丘の砂丘列のため日本海へ流出できず、現在の新発田市真野原付近で左に大きく曲がり阿賀野川へ合流していた。流域の北蒲原平野は低湿性で水害が多く、江戸時代になると新発田藩による治水施策の一環で加治川の河川改修が進められた。また、流域の紫雲寺潟の干拓などの進展もあった。しかし流域の治水は新潟湊の水位や下流域の農業用水確保などの利害の絡む問題でもあり、それが対策を難しくしていた側面があった。

### 加治川分水路
明治時代に入ると加治川の排水不良による水害が悪化傾向にあり、加治川をなるべく短距離で日本海へ流そうとする分水路計画の機運が高まった。1874年（明治7年）には利害関係により頓挫したが、新潟県による加治川分水路工事が1908年（明治41年）に着工し、1913年（大正2年）に完成した。
分水路は現在の新発田市真野原から聖籠町次第浜まで4.9kmに渡り開削され、分派地点には加治川分水門が設置された（加治川本川に運河水門が4基、加治川分水路に土砂吐水門が4基）。平時には運河水門を開放、土砂吐水門を閉鎖することで、加治川本川の農業用水や舟運用の水深を確保し、出水時には運河水門を閉鎖、土砂吐水門を開放し、洪水を加治川分水路から日本海まで流下させた。
分水路の完成により、流域の水害は激減した。

### 昭和の連年水害と河川改修
1966年（昭和41年）7月17日に下越水害、1967年（昭和42年）8月28日に羽越水害が発生し、流域は2年連続で大水害に見舞われた。流域ではそれぞれ、7・17水害、8・28水害とも呼ばれる。
水害後に加治川の治水計画が抜本的に見直され、さらなる河川改良工事が実施された。従来の加治川分水路が加治川本川となり、従来の加治川本川は派川加治川とされた。このとき加治川分水門は役割を終えた。また利水用の内の倉ダム計画に治水機能が追加され、加治川治水ダムの建設が行われた。

### その後
派川加治川は周辺の治水・利水施策の進展により河川としての役目を終え、1974年（昭和49年）に河川指定が廃止された。その後の水質悪化等により1995年（平成7年）から2012年（平成24年）まで水環境整備事業が行われ、地域住民の憩いの空間として整備された。
加治川分水門は1989年（平成元年）に加治川治水記念公園にて復元・保存されており、2012年（平成24年）には土木学会選奨の土木遺産に認定された。

## 観光スポット

### 加治川の桜

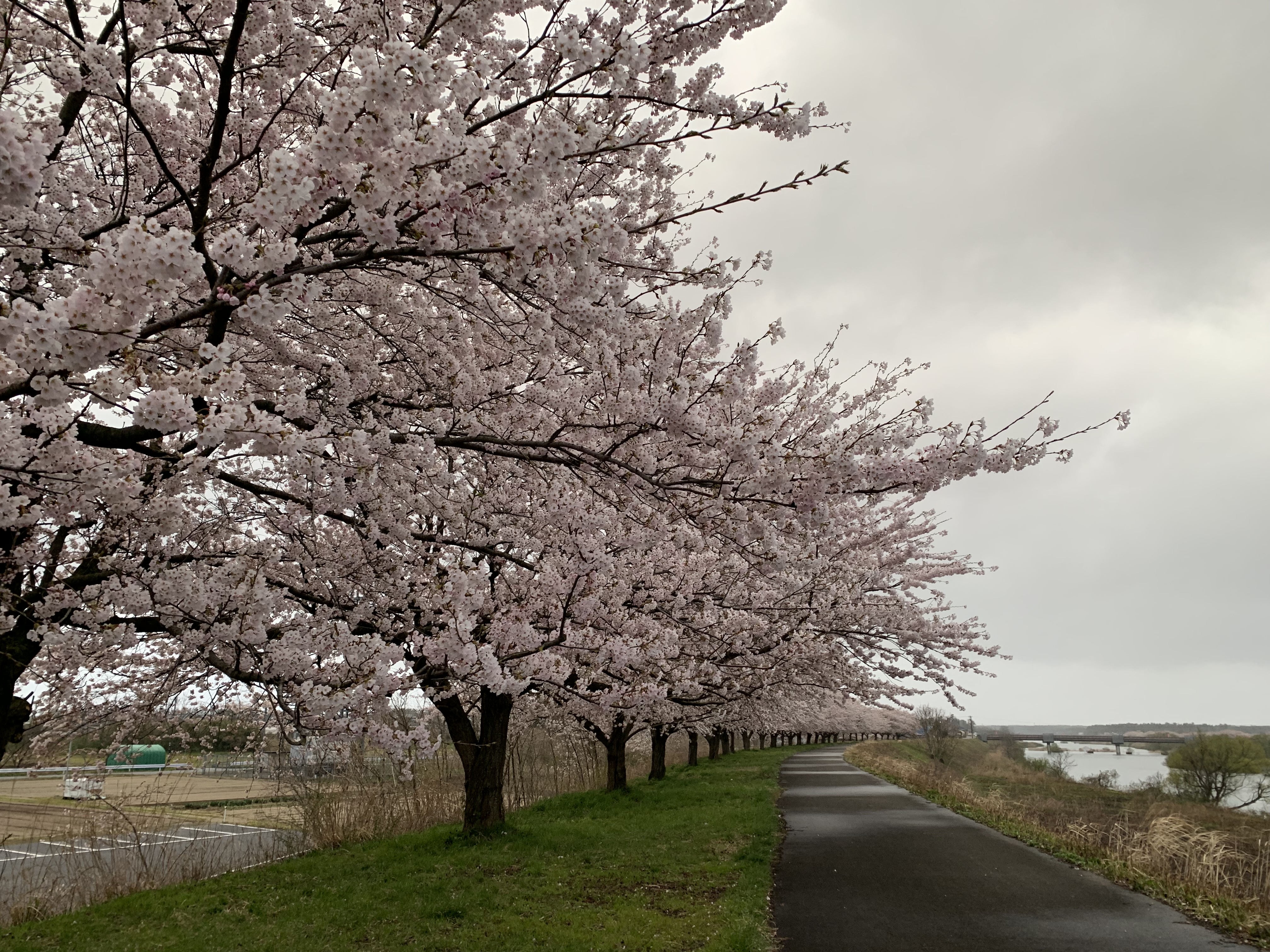
加治川沿いの桜並木

かつて川岸には約6,000本の桜が数十kmにわたって連なり、「長堤十里、日本一」（または東洋一、世界一）とうたわれる桜の名所であった。この桜は1915年（大正4年）ごろに加治川分水路の完成と大正天皇即位の記念として植えられたものである。流域の羽越本線には加治川仮乗降場が1962年（昭和37年）まで存在した。
しかし1966年（昭和41年）と1967年（昭和42年）の水害後、河川改修の支障となり桜はすべて伐採されてしまった。真偽は定かではないものの、桜の根が堤防を弱めたという説も見られた。
伐採後も桜並木の復元を望む声は多く、1989年（平成元年）に国の「桜づつみモデル事業」として認定を受け、桜並木の復元が進められている。復元にあたっては、桜の根が破堤を招いたとの説に配慮し、堤防の外に築いた副堤に桜が植樹されている。
現在では加治川からかつての加治川沿いまで約2,000本の桜が見られるようになっている。

### 加治川治水記念公園
1982年（昭和57年）、連年水害対策の概成を記念して整備が開始された。1989年（平成元年）には桜の名勝地を甦らせる一環として往時の水門が復元され、今では加治川の桜の見所になっている。

### その他
2002年12月30日頃から翌2003年1月にかけて、河口付近にゴマフアザラシ「カジちゃん」が出没し、多くの見物客が集まった。

### 流域の観光地
- 湯の平温泉
- 二王子スキーパーク

## 加治川がロケ地となった映画作品
- 娘三人感激時代(1934年）
- 新しき土(1937年）
- 連合艦隊司令長官山本五十六(1968年）
- ミス・ムーンライト(2017年）

## 流域の自治体
新潟県
新発田市、北蒲原郡聖籠町

## 河川施設
- 加治川ダム（新潟県新発田市滝谷）
- 加治川治水ダム（新潟県新発田市滝谷）
- 内の倉ダム（新潟県新発田市滝谷新田）